# Фрідріх II Легницький
Фрідріх II Легницький (пол. Fryderyk II legnicki нім. Friedrich II von Liegnitz 12 лютого 1480 — 17 листопада 1547) — князь Легницький (1488—1547), Бжезький (1503—1505, 1521—1547), Волувський (1523—1547), Глогувський (1540—1544) і Зембицький (1542—1547).

## Біографія
Належав до лінії Сілезьких П'ястів. Другий син Фрідріха I (1446—1488), князя Легницького (1454—1488), і Людмили з Подебрад (1546—1503), дочки короля Чехії Їржі з Подебрад.
У травні 1488 року після смерті князя Фрідріха I Легницького його володіння (Легниця, Хойнув і Любін) успадкували сини Йоганн II, Фрідріх I і Георг I Бжезький під регентством своєї матері княгині Людмили. Після смерті чоловіка Людмила отримала у спадок міста Бжег і Олаву. У ранні роки молоді князі деякий час провели в Празі, при дворі короля Владислава II Ягеллончика.
У 1495 році, після смерті свого старшого брата Йоганна II, Фрідріх II став главою Легницького княжого дому, але він залишався під опікою своєї матері протягом ще трьох років, до 1498 року, коли став самостійно правити в Легниці. Коли його молодший брат Георг досяг повноліття в 1505 році, обидва брати вирішили розділити між собою батьківське князівство. Фрідріх II отримав Легниці, а Георг — Бжег і Любін. У 1503 році після смерті своєї матері Людмили князі Фрідріх і Георг успадкували її домен (Бжег і Олаву).
У 1507 році князь Фрідріх II Легницький здійнив паломництво в Святу Землю, ставши лицарем Ордена Святого Гробу Господнього Єрусалимського.
У 1516 — 1526 роках князь Фрідріх II займав посаду губернатора Нижньої Сілезії.
У серпні 1521 року після смерті свого бездітного молодшого брата Георга Фрідріх успадкував Бжезьке князівство. Завдяки своїй фінансовій політиці Фрідріх II збільшив територію князівства, об'єднавши Легницьке і Бжезьке князівства.
З 1523 року князь Фрідріх Легніцке став переконаним прихильником Реформації. Під час правління Фрідріха II в Легниці був заснований університет. У містах князівства панували порядок і чистота, було встановлено вуличне освітлення і викладені вулиці. Його досягненням також було підвищення захисту князівства. У своєму бажанні змінити планування Легниці він перебудував багато каплиць і церков, міські стіни і фортифікаційну систему. До 1521 року в передмісті було близько 15 церков і каплиць, але всі вони були зруйновані перед страхом турецького вторгнення, а на їх місці зведено вали і створено другий рів. Разом зі своєю дружиною Софією Фрідріх Легніцке створив гармату з бронзи для оборони своєї столиці.
8 квітня 1525 року князь Фрідріх II був свідком в укладенні Краківського договору між Польщею і Тевтонським орденом.
У 1523 році Фрідріх II викупив у Йоганна Турзо Волувське князівство. У тому ж році він перейшов в протестантизм і дарував населенню свободу віросповідання. Протягом багатьох років підтримував реформатора Каспара Швенкфельда, але під тиском свого сюзерена, короля Чехії Фердинанда I Габсбурга, змушений був вислати його. У 1526 році Фрідріх II був одним з кандидатів на чеський королівський престол (по своїй матері Людмилі він був онуком короля Їржі з Подебрад). У 1537 році князь Фрідріх уклав з маркграфами Бранденбурзькими договір про взаємне спадкування володінь, але через кілька років цей договір був скасований під тиском короля і знаті Чехії.
У 1540 — 1544 роках князь Фрідріх II отримав у заставу Глогувське герцогство. У 1542 році через заборгованість зембицькі князі Йоахим, Генріх II, Йоганн і Георг віддали своєму дядькові Фрідріху Зембицьке князівство, яке після смерті Фрідріха отримав імператор Священної Римської імперії і король Бгемії Фердинанд I Габсбург.

## Сім'я
Перша дружина (одружився 21 листопада 1515 року) — Єлизавета Ягеллонка (13 листопада 1482 — 16 лютий 1517), молодша дочка короля польського і великого князя литовського Казимира IV Ягеллончика і Єлизавети Габсбург.
Діти:
- Ядвіга (нар. і пом. 2 лютого 1517)

Друга дружина (одружився 24 листопада 1518 року)  — Софія Брандербург-Ансбах-Кульмбаська (10 березня 1485 — 14 травня 1537), дочка Фрідріха I Бранденбург-Ансбаського і Софії Ягеллонки, племінницею своєї першої дружини.
Діти:
- Фрідріх III (22 лютого 1520 — 15 грудень 1570), князь Легницький (1547—1551, 1556—1559) і Любінський (1550—1551)
- Георг II (18 липня 1523 — 7 травня 1586), князь Бжезький, Олавський і Волувський (1547—1586)
- Софія (1525 — 6 лютого 1546), дружина курфюрста Йоганна Георга Брандебурзького.